# Mélanie Meillard
Mélanie Meillard ([Aussprache Nachname: meˈʎaʀ]; * 23. September 1998 in Neuchâtel) ist eine Schweizer Skirennfahrerin. Sie ist auf die Disziplinen Super-G, Riesenslalom und Slalom spezialisiert. Ihr zwei Jahre älterer Bruder Loïc Meillard ist ebenfalls Skirennfahrer.

## Biografie
Meillard stammt aus dem Kanton Neuenburg und erlernte das Skifahren im Alter von zwei Jahren. Als sie zwölf Jahre alt war, zog sie mit ihrer Familie in den Kanton Wallis. Sie startete 2014 beim Trofeo Topolino und gewann den Riesenslalom der Kategorie U16. Im November 2014 begann Meillard als 16-Jährige an FIS-Rennen teilzunehmen und konnte knapp zwei Monate später bereits ihren ersten Sieg auf dieser Stufe feiern. Kurz nach ihrem Debüt im Europacup nahm sie im Januar 2015 am European Youth Olympic Festival in Malbun teil, wo sie im Riesenslalom die Bronzemedaille gewann. Im Februar 2015 folgte der Junioren-Schweizer-Meistertitel in derselben Disziplin.
Im Winter 2015/16 gelang es Meillard, sich mit mehreren Top-10-Klassierungen, darunter einem zweiten Platz in Slalom von Soldeu im März 2016, im Europacup zu etablieren. Ihren ersten Einsatz im Weltcup hatte sie am 13. Dezember 2015 im Slalom von Åre, kam aber im ersten Durchgang nicht ins Ziel. Bei den Olympischen Jugend-Winterspielen 2016, die im Februar 2016 in Lillehammer stattfanden, gewann Meillard die Goldmedaille im Riesenslalom und die Silbermedaille in der Kombination. Eine Woche später kam bei der Juniorenweltmeisterschaften 2016 in Sotschi die Bronzemedaille im Riesenslalom hinzu.
Bei ihrem insgesamt dritten Weltcupeinsatz, am 22. Oktober 2016 im Riesenslalom von Sölden, klassierte sich Meillard auf dem 18. Platz und holte somit erstmals Weltcuppunkte. Drei Wochen später folgte bereits die erste Top-10-Platzierung, als sie am 12. November 2016 bei ihrem vierten Weltcuprennen im Slalom von Levi Sechste wurde. Im Februar 2017 gewann sie in Bad Wiessee zwei Europacup-Slaloms in Folge. Am 1. Januar 2018 fuhr sie beim City Event in Oslo auf den dritten Platz, gleichbedeutend mit der ersten Podestplatzierung in einem Weltcuprennen. Aufgrund ihrer guten Leistungen wurde sie für die Olympischen Spiele in Südkorea nominiert. Dort verletzte sie sich allerdings beim Riesenslalomtraining schwer am Knie und musste daraufhin die Saison beenden. Sie hatte im linken Knie einen Riss des vorderen Kreuzbandes, ein Teilabriss des inneren Seitenbands und eine Luxation des Aussenmeniskus erlitten. Sie musste im September 2018 nochmals operiert werden und verpasste die gesamte Saison 2018/19.
Im Dezember 2019 und Januar 2020 versuchte Meillard ein Comeback, beendete die Saison aber nach drei Rennen ohne zählbares Ergebnis. Die Rückkehr an die Weltspitze gelang ihr schliesslich zu Beginn der Saison 2020/21, als sie im Slalom von Levi Neunte wurde. Zum Abschluss der Saison konnte sie Ende März zum zweiten Mal nach 2017 den Schweizer Meistertitel im Slalom erringen, im Riesenslalom belegte sie den 3. Platz.

## Erfolge

### Weltmeisterschaften
- St. Moritz 2017: 13. Riesenslalom, 4. Mannschaftswettbewerb
- Saalbach 2025: 15. Team-Kombination

### Weltcup
- 5 Platzierungen unter den besten fünf, davon 1 Podestplatz

### Weltcupwertungen
| Saison  | Gesamt                              | Gesamt                              | Riesenslalom                        | Riesenslalom                        | Slalom                              | Slalom                              |
| Saison  | Platz                               | Punkte                              | Platz                               | Punkte                              | Platz                               | Punkte                              |
| ------- | ----------------------------------- | ----------------------------------- | ----------------------------------- | ----------------------------------- | ----------------------------------- | ----------------------------------- |
| 2016/17 | 29.                                 | 305                                 | 20.                                 | 110                                 | 10.                                 | 195                                 |
| 2017/18 | 19.                                 | 431                                 | 16.                                 | 139                                 | 8.                                  | 292                                 |
| 2018/19 | verletzungsbedingt keine Ergebnisse | verletzungsbedingt keine Ergebnisse | verletzungsbedingt keine Ergebnisse | verletzungsbedingt keine Ergebnisse | verletzungsbedingt keine Ergebnisse | verletzungsbedingt keine Ergebnisse |
| 2019/20 | verletzungsbedingt keine Ergebnisse | verletzungsbedingt keine Ergebnisse | verletzungsbedingt keine Ergebnisse | verletzungsbedingt keine Ergebnisse | verletzungsbedingt keine Ergebnisse | verletzungsbedingt keine Ergebnisse |
| 2020/21 | 60.                                 | 83                                  | 34.                                 | 23                                  | 25.                                 | 60                                  |
| 2021/22 | 89.                                 | 32                                  | –                                   | –                                   | 34.                                 | 32                                  |
| 2022/23 | 69.                                 | 70                                  | –                                   | –                                   | 28.                                 | 70                                  |
| 2023/24 | 38.                                 | 224                                 | 36.                                 | 37                                  | 14.                                 | 187                                 |

### Europacup
- Saison 2015/16: 10. Gesamtwertung, 7. Slalomwertung
- Saison 2016/17: 10. Slalomwertung
- 7 Podestplätze, davon 4 Siege:

| Datum            | Ort         | Land        | Disziplin    |
| ---------------- | ----------- | ----------- | ------------ |
| 9. Februar 2017  | Bad Wiessee | Deutschland | Slalom       |
| 10. Februar 2017 | Bad Wiessee | Deutschland | Slalom       |
| 9. Februar 2023  | Maribor     | Slowenien   | Riesenslalom |
| 10. Februar 2023 | Maribor     | Slowenien   | Riesenslalom |

### Juniorenweltmeisterschaften
- Hafjell 2015: 6. Super-G, 14. Slalom, 19. Super-Kombination, 23. Riesenslalom
- Sotschi 2016: 3. Riesenslalom, 12. Super-G

### Olympische Jugend-Winterspiele
- Lillehammer 2016: 1. Riesenslalom, 2. Alpine Kombination, 4. Super-G

### Weitere Erfolge
- 3 Schweizer Meistertitel (Riesenslalom 2017, Slalom 2017 und 2021)
- 1 Schweizer Juniorenmeistertitel (Riesenslalom 2015)
- European Youth Olympic Festival 2015: 3. Riesenslalom, 5. Slalom
- 5 Siege in FIS-Rennen